# Łukasz Teodorczyk
Łukasz Teodorczyk (Żuromin, Polònia, 3 de juny de 1991) és un futbolista polonès que juga de davanter. Actualment juga al RSC Anderlecht de la lliga belga. És internacional amb la selecció de Polònia.

## Trajectòria
Teodorczyk va iniciar la seva carrera professional el 2010 al Polonia Warszawa de la lliga polonesa. El 2012 va fitxar pel Lech Poznań, de la mateixa competició. El 2014 va fitxar pel Dinamo de Kíev, equip amb el qual va guanyar dues lligues ucraïneses. El 2016 el club ucraïnès el va cedir al RSC Anderlecht per una temporada. La temporada següent, el club belga el va fitxar, i es va proclamar campió de la lliga 2017-18.
Teodorczyk ha estat internacional en les categories juvenils de la selecció de Polònia. El maig de 2018 va ser convocat per jugar la Copa del Món de Rússia.

## Palmarès

### Club
Lech Poznań
- Lliga polonesa (1): 2014-15

Dinamo de Kíev
- Lliga ucraïnesa (2): 2014–15, 2015–16
- Copa ucraïnesa (1): 2014–15
- Supercopa ucraïnesa (1): 2016

RSC Anderlecht
- Lliga belga (1): 2017-18
- Supercopa belga (1): 2017

### Individual
- Màxim golejador de la lliga belga (1): 2017-18